# Larsen Jensen
Larsen Jensen (n. 1 septembrie 1985, Bakersfield, California, SUA) este un înotător american, medaliat olimpic. A participat la 2 ediții ale Jocurilor Olimpice (2004, 2008) în care a câștigat două medalii de argint și două medalii de bronz.